# Mikroregion Cotegipe

Mikroregion Cotegipe

Mikroregion Cotegipe – mikroregion w brazylijskim stanie Bahia należący do mezoregionu Extremo Oeste Baiano. Ma powierzchnię 27.869,26690 km²

## Gminy
- Angical
- Brejolândia
- Cotegipe
- Cristópolis
- Mansidão
- Santa Rita de Cássia
- Tabocas do Brejo Velho
- Wanderley